# West Point (Utah)
West Point je město v okresu Davis County ve státě Utah ve Spojených státech amerických. K roku 2000 zde žilo 6 033 obyvatel. S celkovou rozlohou 18,7 km² byla hustota zalidnění 324,4 obyvatel na km².